# سان پابلو (بولیوار)
سان پابلو (بولیوار) (به اسپانیایی: San Pablo, Bolívar) یک شهر و شهرداری واقع در وزارت بولیوار در شمال کلمبیا است.